# ヘルシンキ地下鉄M200系電車
ヘルシンキ地下鉄M200系電車(ヘルシンキちかてつM200けいでんしゃ)は、ヘルシンキ地下鉄の地下鉄車両である。

## 概要
路線延長の際に必要な車両数を満たすために、2000年から2001年までに12編成が製造された。塗装などはM100系と同一だが、前面はやや丸みを帯びたデザインで、窓周りも黒いためM100系とは大きく印象が異なる。最高速度・定員・長さなどはM100系と共通。ただし、セミクロスシートへの変更や、車両間の貫通路が設けられるなどの相違点がある。また、ヘルシンキ地下鉄初の車内案内表示器が設置された。